# Petra (Lesbos)
Petra (griechisch Πέτρα (f. sg.) ‚Fels‘) ist ein Gemeindebezirk der Gemeinde Dytiki Lesvos auf der griechischen Insel Lesbos. Das gleichnamige Dorf wurde 1918 als Landgemeinde (kinotita) anerkannt, 1994 mit der Eingemeindung von Lafiona und Skoutaros zur Stadtgemeinde (dimos) erhoben und 1997 um die Landgemeinden Stypsi und Ypsilometopo erweitert. Diese Gemeinde ging anlässlich der Verwaltungsreform 2010 in der Gemeinde Lesbos als Gemeindebezirk auf zählt seit 2019 zur Gemeinde Dytiki Lesvos.

## Lage
Petra liegt 55 km von der Inselhauptstadt Mytilini entfernt an einer Bucht, in der die kleinen Inseln Ai Giorgis, Mikro Nissi, Glaronissi und Myrmigi, Naturschutzgebiete und Zufluchtsort für wilde Vögel, liegen. Petra grenzt im Norden an Mithymna (Molivos), im Osten an Mandamados, im Südosten an Kalloni und im Südosten an Agia Paraskevi.
Der Hauptort liegt an einem langen Sandstrand in einer fruchtbaren Küstenebene, aus der sein Wahrzeichen, ein 40 Meter hoher Fels mit der Kirche Panagia Glykofiloussa hervorragt.

## Geschichte
Das Gebiet Petras war seit der Antike besiedelt, wie durch die bei Keramidaria entdeckten Gräber belegt ist. Nach der Sage ankerte Achilles in der Bucht auf dem Wege nach Troja.
Während der Herrschaft Sultan Mehmeds II. landeten 1462 osmanische Truppen unter Mahmud Pascha auf Lesbos und verwüsteten die Insel. Am 12. März 1676 überfiel der französische Pirat Hugo de Crevelier mit 800 Mann Petra und plünderte es. Er verschonte die Kirchen, nahm aber 500 junge Männer und Frauen mit sich.
1865 wurde der Ort von osmanischen Truppen geplündert, die alles Gold, Silber und Seide mitnahmen, derer sie habhaft werden konnten. Wie durch ein Wunder blieben die silberne Abdeckung der Madonnen-Ikone, das silberne Weihrauchfass von 1667 und der Kelch von 1742 verschont.
Petra wurde am 6. Dezember 1912 durch griechische Truppen erobert; in den Tagen zuvor war es durch Plünderungen, Entführungen und Morde an Zivilisten heimgesucht und in Brand gesetzt worden. Mit der gesamten Insel kam es 1920 auch völkerrechtlich zu Griechenland.

## Verwaltungsgliederung
Der Gemeindebezirk Petra gliedert sich in drei Stadtbezirke und zwei Ortsgemeinschaften.
| Stadtbezirk Ortsgemeinschaft | griechischer Name             | Code     | Fläche (km²) | Einwohner 2001 | Einwohner 2011 | Dörfer und Siedlungen                    |
| ---------------------------- | ----------------------------- | -------- | ------------ | -------------- | -------------- | ---------------------------------------- |
| Petra                        | Δημοτική Κοινότητα Πέτρας     | 53020601 | 12,636       | 1305           | 1208           | Petra, Agios Georgios, Miradellia, Petri |
| Lafionas                     | Τοπική Κοινότητα Λαφιώνας     | 53020602 | 09,492       | 0224           | 0154           | Lafionas                                 |
| Skoutaros                    | Δημοτική Κοινότητα Σκουτάρου  | 53020603 | 12,682       | 1100           | 1037           | Skoutaros, Ambelia, Anaxos Skoutarou     |
| Stypsi                       | Δημοτική Κοινότητα Στύψης     | 53020604 | 25,557       | 1024           | 0855           | Stypsi                                   |
| Ypsilometopo                 | Τοπική Κοινότητα Υψηλομετώπου | 53011105 | 11,981       | 0096           | 0104           | Ypsilometopo                             |
| Gesamt                       | Gesamt                        | 530206   | 72,348       | 3739           | 3358           |                                          |

## Ortschaften und Siedlungen

### Petra

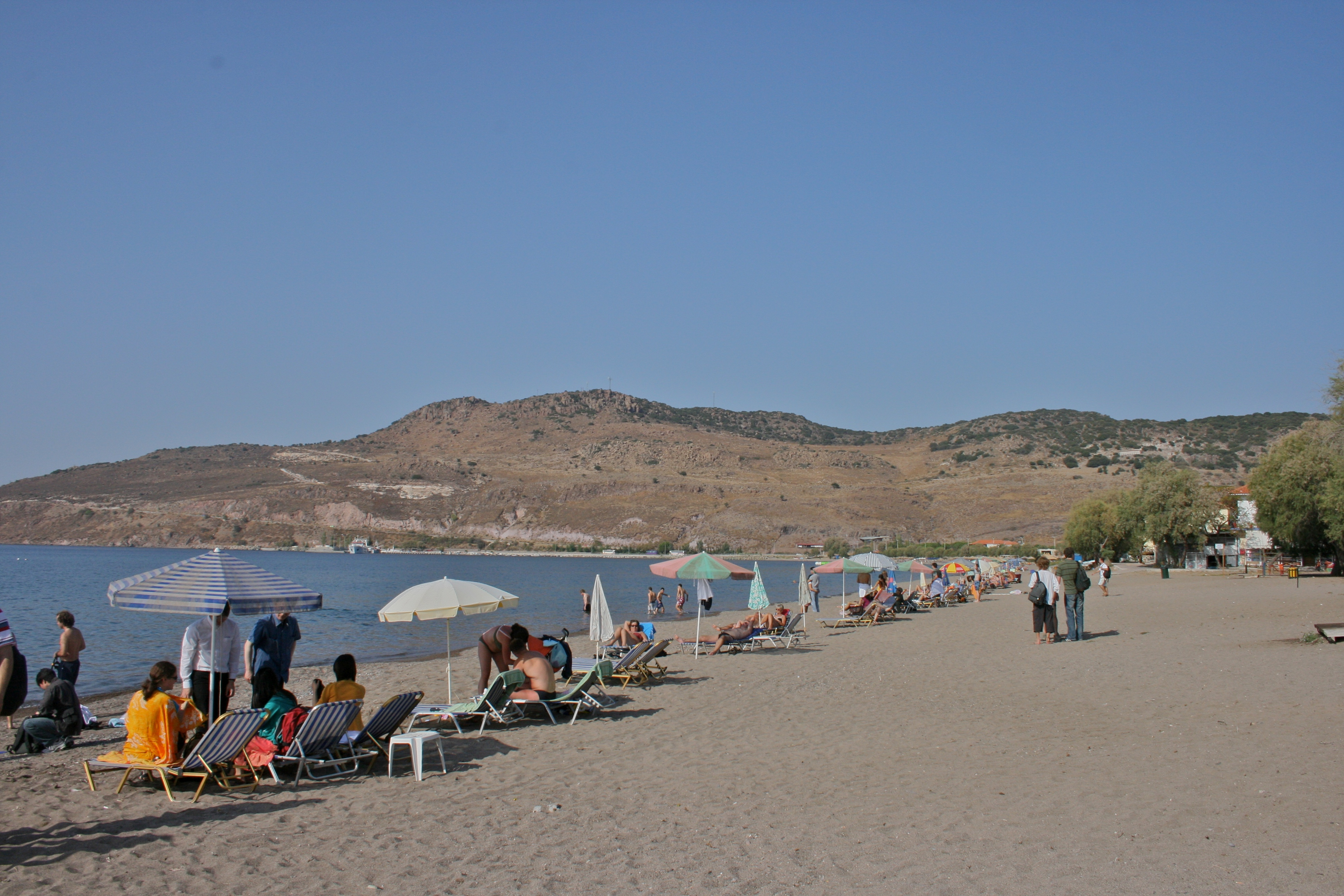
Strand von Petra

Petra (1108 Einwohner), Sitz des Gemeindebezirks, ist sehr vom Tourismus geprägt, der die Landwirtschaft und Fischerei längst als Haupterwerbsquelle abgelöst hat. Der lange Sandstrand unmittelbar vor dem Ort, zahlreiche kleine Hotels und Pensionen, Fahrzeugvermietungen, Restaurants, Tavernen und Bars, Andenken- und Kunsthandwerkläden
Petra hat eine gewisse Berühmtheit erlangt, weil hier 1983 mit Unterstützung der damals regierenden PASOK die erste Frauen-Kooperative Griechenlands gegründet wurde. Sie hat die Entwicklung eines eher sanften Tourismus maßgeblich vorangetrieben. Die Landfrauen schlossen sich aus wirtschaftlichen Gründen zusammen, um finanziell unabhängig zu werden. Viele Frauen der Kooperative vermieten Gästezimmer. Auch betreiben sie ein kleines Restaurant.
- Hoch über Petra liegt zwischen Nussbäumen und Pappeln das winzige Dorf Petri (39 Einwohner), in dem etliche Ausländer Häuser erworben haben. Der Weg führt zur historischen Quelle "Achilliopigada", aus der Achilles Wasser getrunken haben soll.

- Miradellia (61 Einwohner), liegt einen Kilometer östlich

### Lafionas
Lafionas (154 Einwohner, oder Lathiona Λαθιώνα vom altgriechischen lanthanō ‚verborgen sein‘) liegt etwa fünf Kilometer südwestlich von Petra am Berg Roudi mit schönem Blick aufs Meer gelegen. Die Kirche der Entschlafung Mariens, eine dreischiffige Basilika, wurde 1870 erbaut und 1920 renoviert.
Südlich des Ortes befinden sich die Ruinen einer frühchristlichen Kirche und der Kapelle Agios Alexandros, daneben ein Sarkophag aus grauem Trachyt, in dem wohl der heilige Asket Alexandros begraben war.
In der Nähe ist das zerstörte Bergdorf Klapados gelegen, das Schauplatz der letzten siegreichen Kämpfe der griechischen Streitkräfte gegen die Türken im Dezember 1912 um die Befreiung der Insel war. Von hier verläuft ein ökologischer Wanderweg durch staatliche Pinienwälder, von dem sich großartige Ausblicke auf Anaxos, Petra, Mithymna, und Eftalou bieten.

### Stypsi
Stypsi (855 Einwohner) ist ein zehn Kilometer von Petra in 400 Metern Höhe gelegenes lebendiges Bergdorf, das durch den Berg Lepetymnos im Norden geschützt ist.

### Skoutaros
Skoutaros (881 Einwohner), ein etwa acht Kilometer von Petra entferntes großes Dorf am Nordabhang des Skotinos, der dem Ort wohl auch den Namen gab. Die Bewohner leben meist von Schafzucht und Olivenanbau, in den letzten Jahren teilweise auch vom Tourismus. Der Ort hat zwei Olivenölpressen, einen Kindergarten, Volksschule, eine Landarztpraxis, den "Anaxos" Kultur- und Sport-Club.
Am Dorfplatz befindet sich die Kirche der Entschlafung Mariens, eine dreischiffige Basilika mit einer geschnitzten Ikonostase und einem Glockenturm aus grauem Trachyt. Auch das nahe gelegene klassizistische ehemalige Schulgebäude von 1909 ist aus Trachyt errichtet.
- Anaxos Skoutarou (152 Einwohner), ursprünglich der Hafen von Skoutaros, etwa 3 km westlich von Petra gelegen, ist eine prosperierende Strandsiedlung mit einem schönen Sandstrand, der der touristischen Entwicklung förderlich ist. Etliche Tavernen und Lokale, Hotels und Ferienwohnungen sowie Fahrzeugvermietungen profitieren davon.
- Westlich von Anaxos schließt sich der Strand von Mikri Tsichranta (Ambelia, 4 Einwohner) an, hinter dem sich ein grünes Tal erstreckt.
- Weiter westlich Megali Tsichranta mit der Kapelle Agios Panteleimon.

### Ypsilometopo
Ypsilometopo (104 Einwohner), zwei Kilometer östlich von Stypsi in 400 Metern Höhe unter grünen Bäumen verborgenes kleines Dorf. Die Kirche Taxiarches am Ortseingang, erbaut 1807, ein dreischiffiges Gebäude aus dunklem Trachyt mit drei Altären und einer geschnitzten Ikonostase. Die Quelle Aslanis unter hohen Platanen spendet kristallklares Wasser. Die Frauen-Kooperative für Agrotourismus und Kunsthandwerk von Stypsi-Ipsilometopo hat hier eine zweite Werkstatt.
In der Nähe des Dorfes liegt die Kapelle Agios Dimitris, 1954 an der Stätte einer frühchristlichen dreischiffigen Basilika errichtet, von der Säulenbasen und einige Bauteile noch erhalten sind.

## Sehenswürdigkeiten

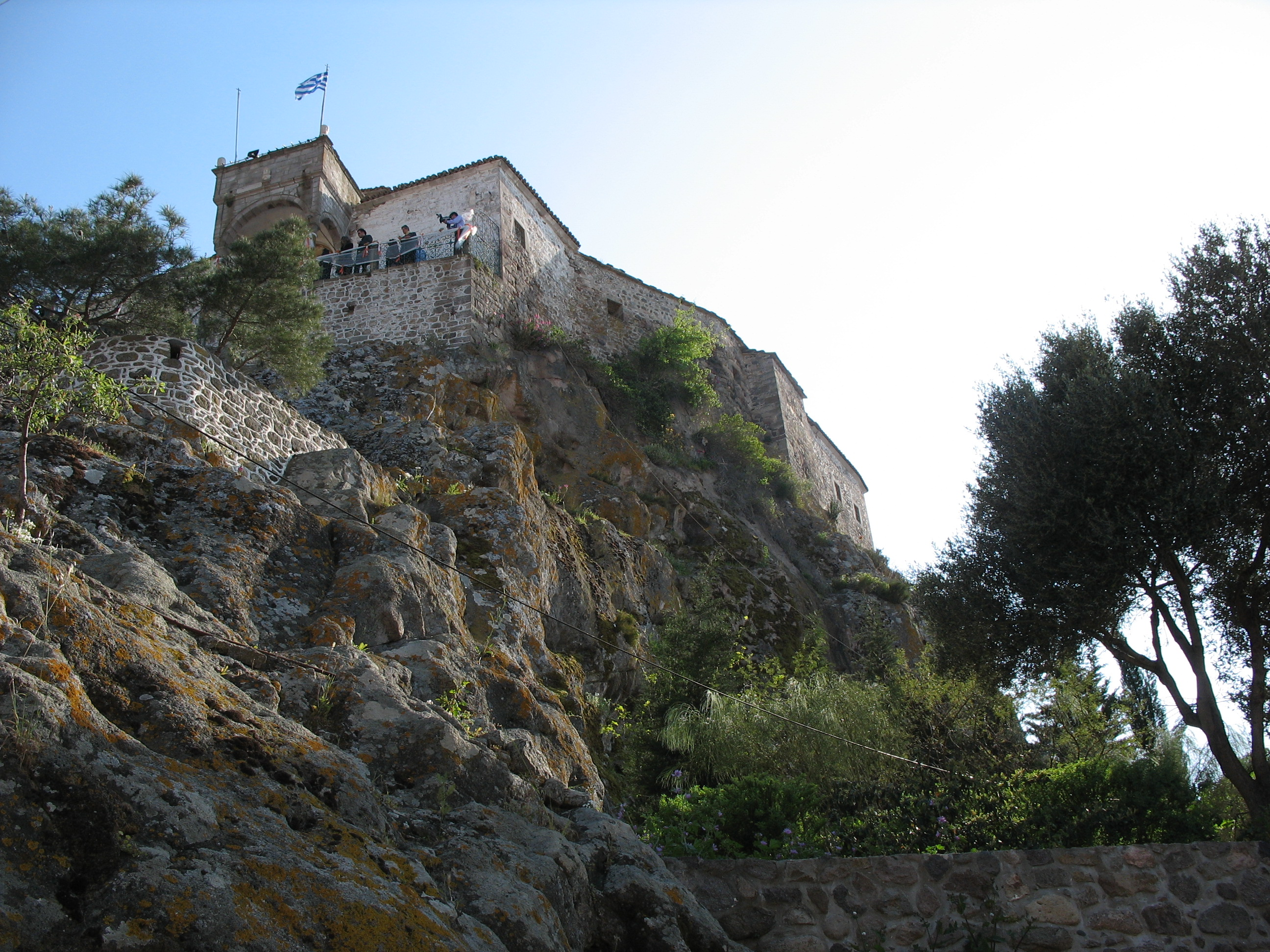
Panagia Glykofilousa

- Zur Kirche Panagia Glykofilousa (griechisch Παναγία η Γλυκοφιλούσα ‚Süßküssende Madonna‘) auf dem Felsen führen 114 in den Fels gemeißelte Stufen. Die 1747 erbaute und 1840 restaurierte Kirche besitzt eine schöne Ikonostase und einige erhaltene Fresken. Der Ausblick auf den Ort, die Umgebung und den Golf ist beeindruckend.
- In der Ortschaft befindet sich auch die Kirche Agios Nikolaos mit Fresken aus dem 17. Jahrhundert.
- In Petra sind etliche gut erhaltene Patrizierhäuser aus dem 19. und 20. Jahrhundert mit bepflanzten Höfen und künstlerisch gearbeiteten Eingangstüren mit schönen Türklopfern. Die neu restaurierte "Residenz der Vareltzidena" unweit vom Zentralplatz mit geschnitzten Balkonen und wertvoller Innenausstattung mit wunderschönen Fresken fungiert als Museum.[3]
- In einem unscheinbaren Gebäude befindet sich eine Ouzo-Brennerei. Sie wurde 1884 von Vasilis Kouroumichalis gegründet, der in Istanbul das Brennen von Ouzo und Cognac gelernt hatte. Die Tradition des Ouzo-Brennens wird von seiner Enkelin Ourania Kouroumichalis fortgeführt.

## Persönlichkeiten
- Takis Eleftheriadis, Maler (1911–1987)[4]
- Thrassyvoulos Stavrou,  Dichter (1886–1979)
- Germanos Karavagelis (1866–1935), geboren in Stypsi, war Bischof von Kastoria, organisierte in den Kämpfen mit den Bulgaren bis zur Befreiung Makedoniens 1912 den Widerstand der Griechen.

## Einzelbelege
1. ↑  Ergebnisse der Volkszählung 2011 beim Griechischen Statistischen Amt (ΕΛ.ΣΤΑΤ) (Excel-Dokument, 3,2 MB)
2. ↑  Zeit Online vom 13. März 1992, Cornelia Filter: Zu Gast bei Sapphos Töchtern
3. ↑  Αρχοντικό Βαρελτζήδαινας Πέτρας, Archaeological Receipts Fund (Memento des Originals vom 10. Januar 2014 im Internet Archive)  Info: Der Archivlink wurde automatisch eingesetzt und noch nicht geprüft. Bitte prüfe Original- und Archivlink gemäß Anleitung und entferne dann diesen Hinweis. (griechisch, englisch)
4. ↑  Artikel über Takis Eleftheriadis (griechisch) (Memento des Originals vom 11. Januar 2009 im Internet Archive)  Info: Der Archivlink wurde automatisch eingesetzt und noch nicht geprüft. Bitte prüfe Original- und Archivlink gemäß Anleitung und entferne dann diesen Hinweis.